# Dissidia Final Fantasy NT
Dissidia Final Fantasy NT est un jeu vidéo de combat développé par Team Ninja et édité par Square Enix, sur borne d'arcade et PlayStation 4.

## Personnages
| Final Fantasy Game    | Characters                          |
| --------------------- | ----------------------------------- |
| Final Fantasy         | Warrior of Light, Garland           |
| Final Fantasy II      | Firion, The Emperor                 |
| Final Fantasy III     | Onion Knight, Cloud of Darkness     |
| Final Fantasy IV      | Cecil Harvey, Kain Highwind, Golbez |
| Final Fantasy V       | Bartz Klauser, Exdeath              |
| Final Fantasy VI      | Terra Branford, Kefka Palazzo       |
| Final Fantasy VII     | Cloud Strife, Sephiroth             |
| Final Fantasy VIII    | Squall Leonhart, Ultimecia          |
| Final Fantasy IX      | Zidane Tribal, Kuja                 |
| Final Fantasy X       | Tidus, Jecht                        |
| Final Fantasy XI      | Shantotto                           |
| Final Fantasy XII     | Vaan, Vayne                         |
| Final Fantasy XIII    | Lightning                           |
| Final Fantasy XIV     | Y'shtola Rhul                       |
| Final Fantasy XV      | Noctis Lucis Caelum                 |
| Final Fantasy Tactics | Ramza Beoulve                       |
| Final Fantasy Type-0  | Ace                                 |

## Accueil
- Canard PC : 6/10[1]
- Famitsu : 35/40[2]